# Colle di Sant'Anna
Il Colle di Sant'Anna (in tedesco St. Anna-Pass) è un passo situato nel Canton Ticino, sopra Indemini, nel Gambarogno ad un'altezza di circa 1342 m s.l.m.

## Descrizione
Nei pressi del colle vi è un oratorio dedicato a Sant'Anna, anche chiamato "Madonna del Monte", ristrutturato qualche anno fa anche a rifugio e che può ospitare fino a dodici persone. Il colle è raggiungibile a piedi o in elicottero. A piedi si può partire dall'Alpe di Neggia e passare per il Monte Gambarogno e per l'Alpe di Cedullo dove si può trovare ristoro. In alternativa si può partire dalle alture sopra Vairano (Gambarogno), da Gerra Gambarogno oppure da Indemini.

## La festa di Sant'Anna
Ogni anno l'ultima domenica di luglio, quest'anno domenica 26, come sempre da tradizione, si festeggia Sant'Anna sul colle dove sono presenti sempre molte persone. La festa inizia con l'apertura del bar fornito di diverse delizie nostrane quali salametti e formaggelle seguito dalla celebrazione della Santa Messa dove partecipano molti fedeli con canti in onore della Madonna. In seguito si passa alla distribuzione di un abbondante piatto di polenta e spezzatino acquistabile tramite buono del valore di 10 franchi svizzeri che vale anche come biglietto della lotteria che viene estratta assieme alla lotteria principale dove sono messi in palio dei buoni del valore di 250 franchi e un prosciutto. 

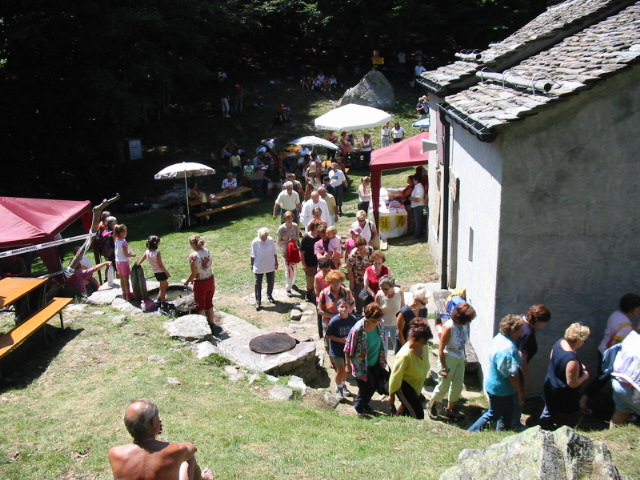

Nella prima parte del pomeriggio, sulle note della Bandella dei Soci, viene fatto l'incanto dei prodotti nostrani ticinesi. Infine alle 14.45 si eseguono i Vespri e la processione che consiste nel girare due volte con la statua di Sant'Anna attorno all'oratorio mentre la banda suona la melodia del canto "Lodate Maria". Il gruppo organizzatore, "Indemini - Sant'Anna", mette a disposizione ogni anno un elicottero in partenza dalla piazza di volo sovrastante il villaggio di Indemini dalle 9.00 alle 11.00 fino a esaurimento passeggeri e dalle 15.30 alle 16.30 per i voli di ritorno.

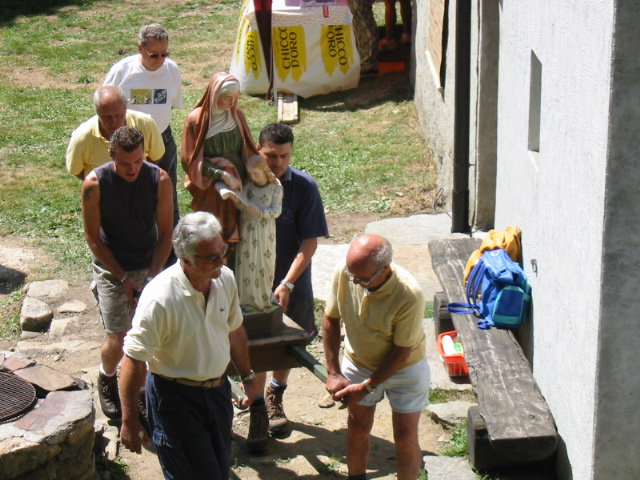
S. Anna con la Madonna bambina